# Liste von Sakralbauten in Brilon

Brilon im Hochsauerlandkreis

Die Liste von Sakralbauten in Brilon umfasst existierende und ehemalige Sakralbauten, zumeist Kirchengebäude und Kapellen in Trägerschaft christlicher und anderer Religionsgemeinschaften in Brilon, Hochsauerlandkreis.

## Liste
| Name                                  | Bild | Stadt/Gemeinde und Ortsteil  | Gründung, Bauzeit                                                                                             | Konfession bzw. Religion | Bemerkungen                           |
| ------------------------------------- | --- | ---------------------------- | --- | ------------------------ | ------------------------------------- |
| Propsteikirche St. Petrus und Andreas | Turm der Propsteikirche Brilon | Brilon                       | 1250 (Turm), um 1350 (Querhaus und Chor)                                                                      | römisch-katholisch       |                                       |
| St.-Nikolai-Kirche                    | Ostansicht der Nikolaikirche Brilon | Brilon                       | 1772–1782 | römisch-katholisch       |                                       |
| Friedenskapelle                       | Friedenskapelle auf dem Borberg | Brilon                       | | römisch-katholisch       |                                       |
| Georgskirche                          | Gedenkstein mit Abbildung der Kirche | Brilon                       | vor 1000 |                          | heute Standort der Hubertuskapelle    |
| Hubertuskapelle                       | Innenansicht der Hubertuskapelle | Brilon                       | | römisch-katholisch       |                                       |
| Keffelker Kapelle                     | | Brilon                       | | römisch-katholisch       |                                       |
| St. Ludgerus                          | Südansicht der römisch-katholischen Pfarrkirche St. Ludger Alme | Brilon-Alme                  | 1662 (Turm), 1753–1760                                                                                        | römisch-katholisch       |                                       |
| Ss. Johannes Baptist und Agatha       | Seitenansicht der römisch-katholischen Pfarrkirche Ss. Johannes Baptist und Agatha | Brilon-Altenbüren            | 1785–1786 (Chor und Sakristei), 1804–1807                                                                     | römisch-katholisch       |                                       |
| St. Vitus                             | | Brilon-Bontkirchen           | | römisch-katholisch       |                                       |
| St. Joseph                            | | Brilon-Brilon-Wald           | | römisch-katholisch       |                                       |
| St. Michael                           | | Brilon-Gudenhagen-Petersborn | | römisch-katholisch       |                                       |
| St. Mariä Heimsuchung                 | Kirchturm der Pfarrkirche St. Marien Hoppecke | Brilon-Hoppecke              | 1155, 1931 (Neubau)                                                                                           | römisch-katholisch       |                                       |
| St. Margaretha                        | Von links nach rechts: Kirchturm, Hauptschiff mit Stützpfeilern, Chor (niedriger) und Sakristei (nochmals niedriger) der römisch-katholischen Pfarrkirche St. Margaretha Madfeld; alle Wände weiß gestrichen, schieferbedeckte Dächer. Fensterlose Rückansicht der Kirche mit Kirchhof, darauf laubfreie Bäume. | Brilon-Madfeld               | um 1200 (Chor), 1806–1809 (Kirchenschiff), 1888 (Sakristei), 1891 (Kirchturm), 1897–1900 (Deckenkonstruktion) | römisch-katholisch       | Altar von Heinrich Papen              |
| St. Vitus                             | Kirchturm der Pfarrkirche St. Vitus Messinghausen | Brilon-Messinghausen         | | römisch-katholisch       |                                       |
| Johanneskapelle (Brilon)              | | Brilon-Nehden                | | römisch-katholisch       |                                       |
| Heilige Dreifaltigkeitskapelle        | Kapelle der Heiligen Dreifaltigkeit | Brilon-Radlinghausen         | 1947–1949 | römisch-katholisch       |                                       |
| Hubertuskapelle                       | | Brilon-Rixen                 | | römisch-katholisch       |                                       |
| St. Laurentius                        | | Brilon-Rösenbeck             | | römisch-katholisch       |                                       |
| St. Laurentius                        | Seitenansicht der römisch-katholischen Pfarrkirche St.&Laurentius Scharfenberg | Brilon-Scharfenberg          | 1742–1745 | römisch-katholisch       |                                       |
| St. Dionysius                         | Seitenansicht der römisch-katholischen Pfarrkirche St.&Dionysius Thülen | Brilon-Thülen                | 12. /13. Jahrhundert                                                                                          | römisch-katholisch       |                                       |
| St. Anna                              | | Brilon-Wülfte                | | römisch-katholisch       |                                       |
| Evangelische Stadtkirche              | Kirchturm der evangelischen Stadtkirche Brilon | Brilon                       | 1855–1856, 1922 (Kirchturm)                                                                                   | evangelisch              |                                       |
| Evangelische Kapelle Brilon-Wald      | | Brilon-Brilon-Wald           | 1953–1954 | evangelisch              | 2008 entwidmet                        |
| Evangelische Kirche                   | | Brilon-Gudenhagen-Petersborn | | evangelisch              |                                       |
| Evangelische Kapelle                  | | Brilon-Hoppecke              | | evangelisch              |                                       |
| Neuapostolische Kirche                | | Brilon                       | | neuapostolisch           |                                       |
| St. Josef                             | | Brilon-Brilon-Wald           | | katholisch               |                                       |
| Synagoge Brilon                       | | Brilon                       | | jüdisch                  | 1938 in Brand gesetzt                 |
| Synagoge Brilon-Madfeld               | | Brilon-Madfeld               | 1858 | jüdisch                  | 1924 aufgegeben 1938 in Brand gesetzt |
| Fatih Camii                           | | Brilon                       | | islamisch                |                                       |